# Hölö socken
Hölö socken i Södermanland ingick i Hölebo härad, ingår sedan 1971 i Södertälje kommun och motsvarar från 2016 Hölö distrikt. Socknens areal är 90,72 kvadratkilometer, varav 83,82 land. År 2000 fanns här 2 405 invånare. Tullgarns slott samt tätorten och kyrkbyn Hölö med sockenkyrkan Hölö kyrka ligger i socknen.  

## Namnet
Namnet (1379 Höle) är ett bygdenamn som innehåller hol, 'liten höjd, kulle' syftande på de många bergknallarna i naturen.

## Administrativ historik
Hölö socken bildades på 1570-talet genom sammanslagning av Ytterhölö socken och Överhölö socken vilka båda hade medeltida ursprung. 
Vid kommunreformen 1862 övergick socknens ansvar för de kyrkliga frågorna till Hölö församling och för de borgerliga frågorna till Hölö landskommun. Landskommunen inkorporerade 1952 Mörkö landskommun och uppgick 1971 i Södertäljes kommun samtidigt som länstillhörigheten ändrades till Stockholms län. Församlingen uppgick 2010 i Hölö-Mörkö församling.
1 januari 2016 inrättades distriktet Hölö, med samma omfattning som församlingen hade 1999/2000.  
Socknen har tillhört län, fögderier, tingslag och domsagor enligt vad som beskrivs i artikeln Hölebo härad. De indelta soldaterna tillhörde Livregementets grenadjärkår, Södermanlands kompani. De indelta båtsmännen tillhörde Andra Södermanlands båtsmanskompani.

## Näringsliv
År 1922 startade Edeby marmorbrott som under en lång tid var Hölös mest betydande industri. Från en blygsam start växte företaget och sysselsatte som mest cirka 60 anställda. Den grågröna marmorn levererades i Sverige i huvudsak till Stockholm, men exporterades även till andra europeiska länder. Företaget avvecklades 1972.

## Geografi
Hölö socken ligger norr om Trosa väster om Mörköfjärden och Tullgarnsviken med sjön Långsjön i väster. Socknen är i väster en kuperad skogsbygd med insprängda odlingsbygder och i öster en kustbygd.
Nyköpingsbanan går igenom Hölös västra sida. De närmaste stationerna är dock i Vagnhärad eller Södertälje Syd, eftersom Hölö saknar järnvägsstation. Motorvägen E4 passerar genom socknen.

## Fornlämningar
Från bronsåldern finns spridda gravrösen och skärvstenshögar. Från järnåldern finns cirka 50 gravfält. Sex fornborgar och tre runristningar är kända. Ruinerna efter en medeltidskyrka finns strax norr om orten Hölö (se Överhölö kyrkoruin).

## Byggnader, urval

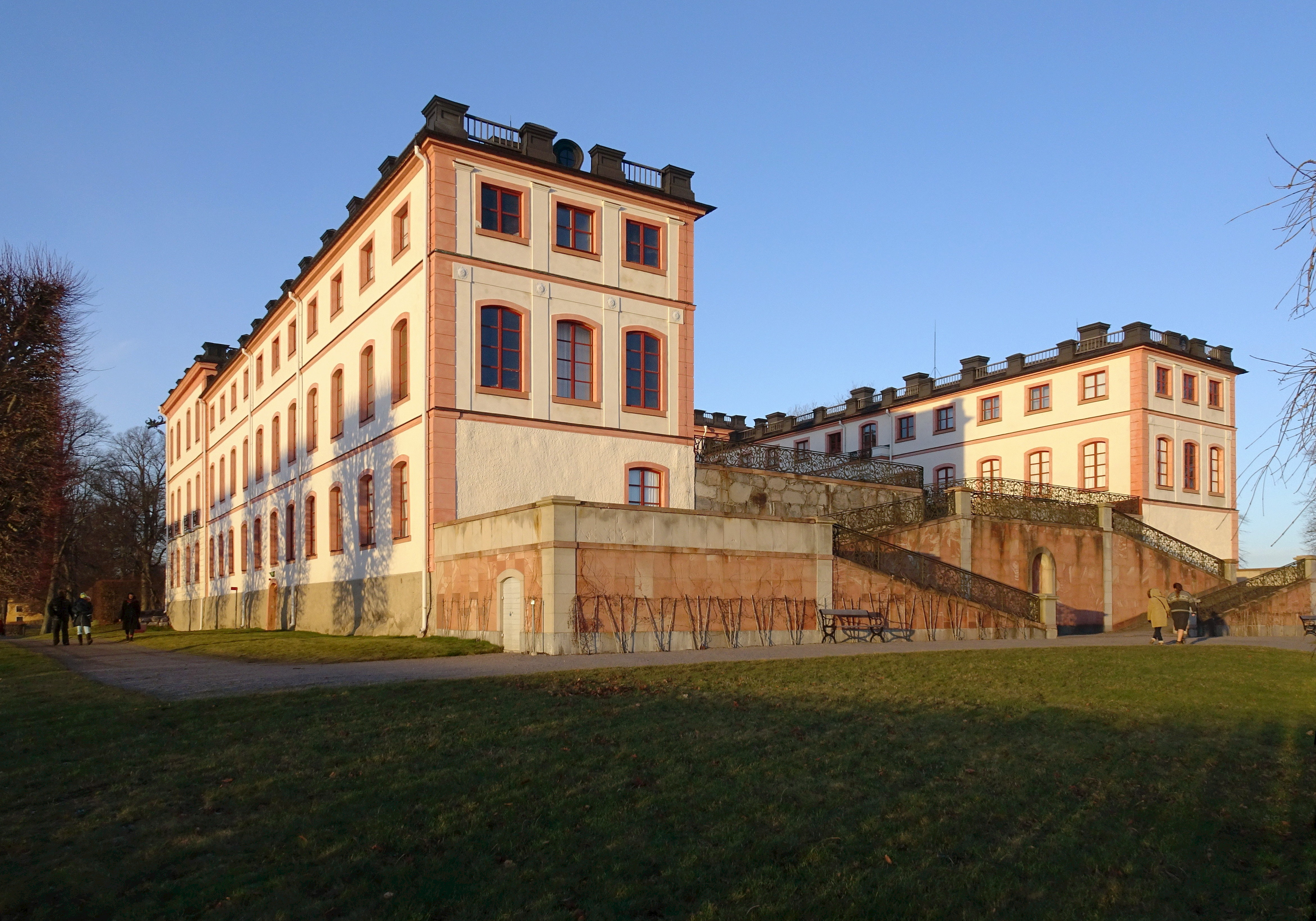
Tullgarns slott, fasad mot sydväst.
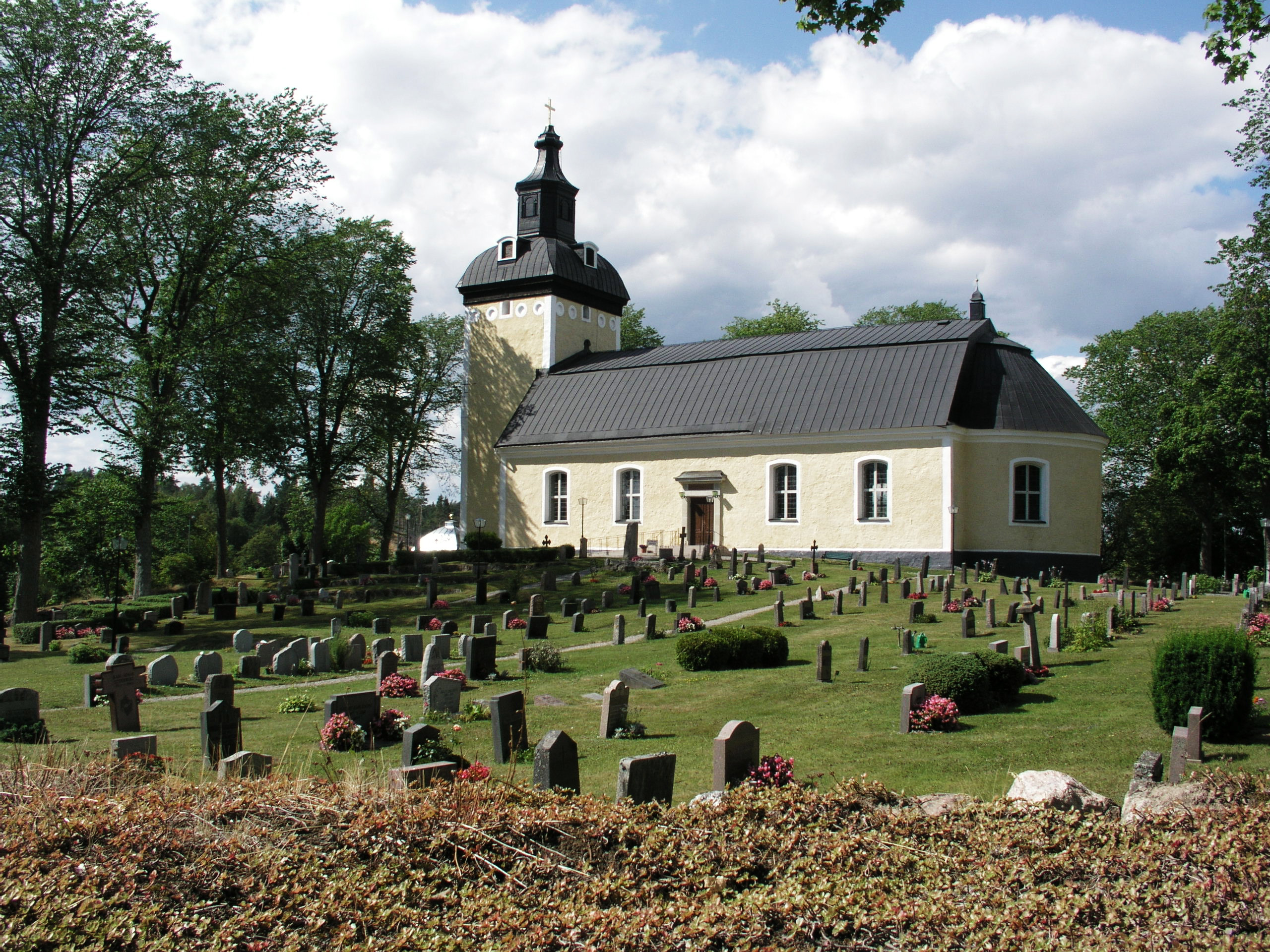
Hölö kyrka.
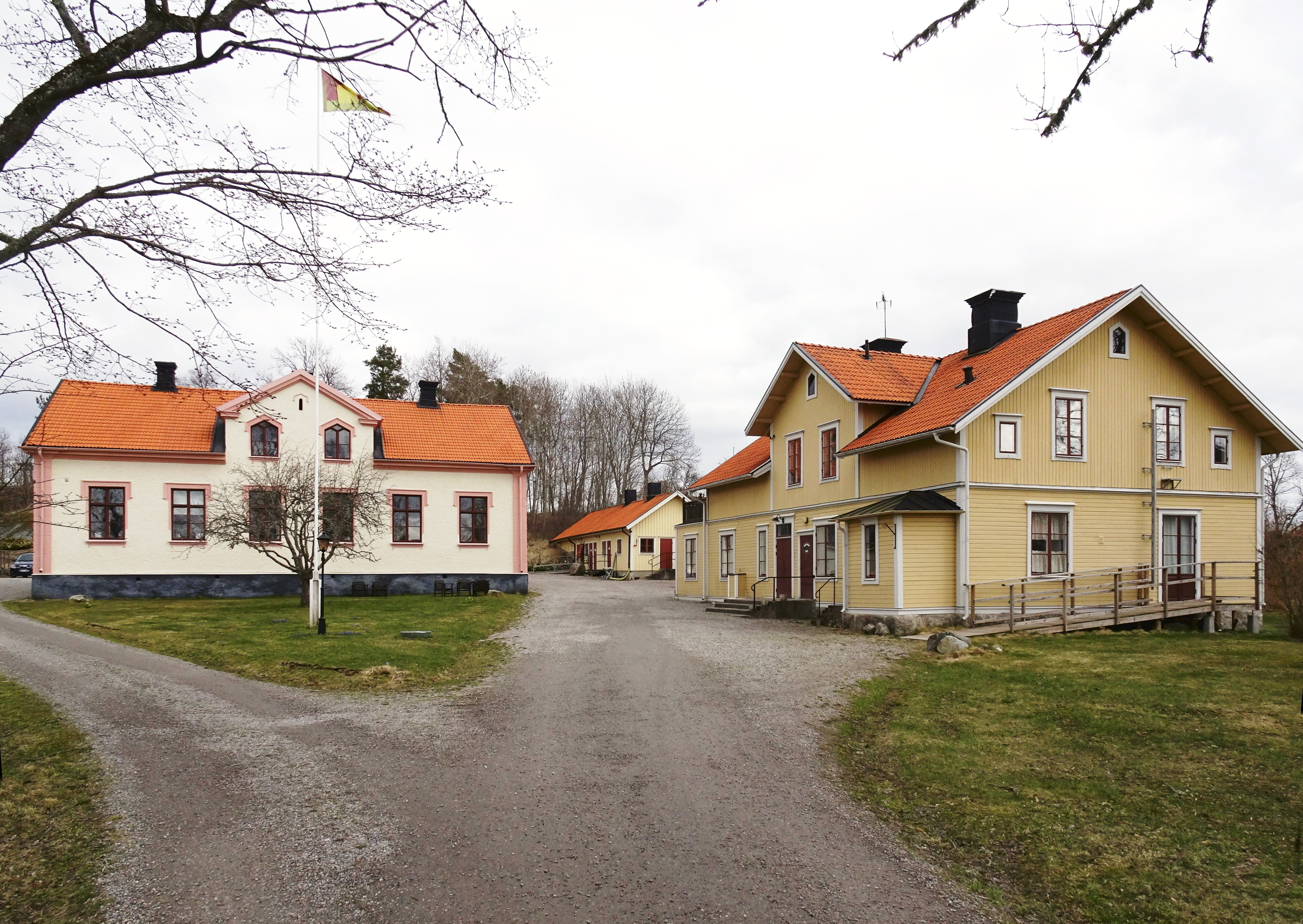
Hölö kyrkskola och Storskola.
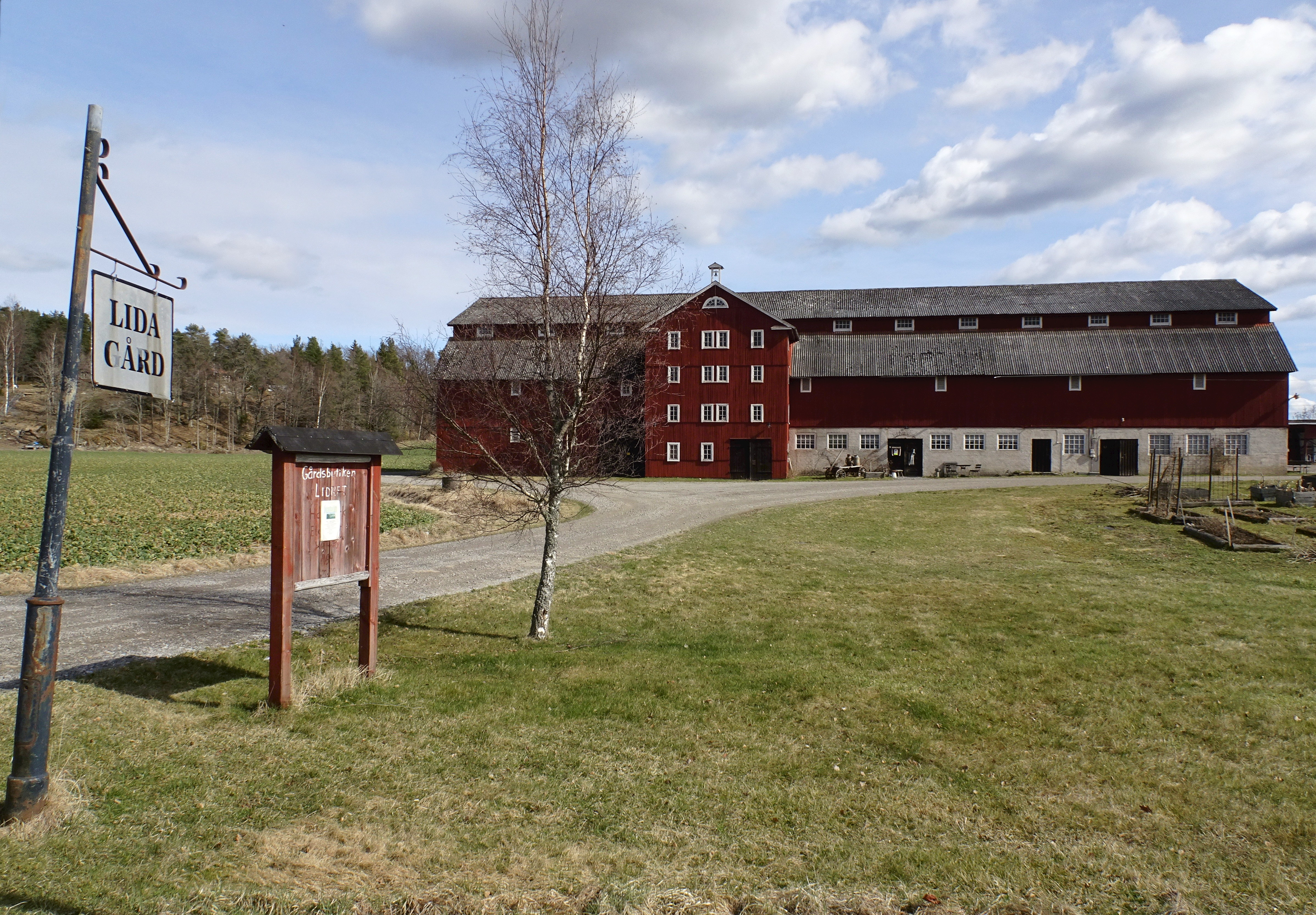
Lida gård
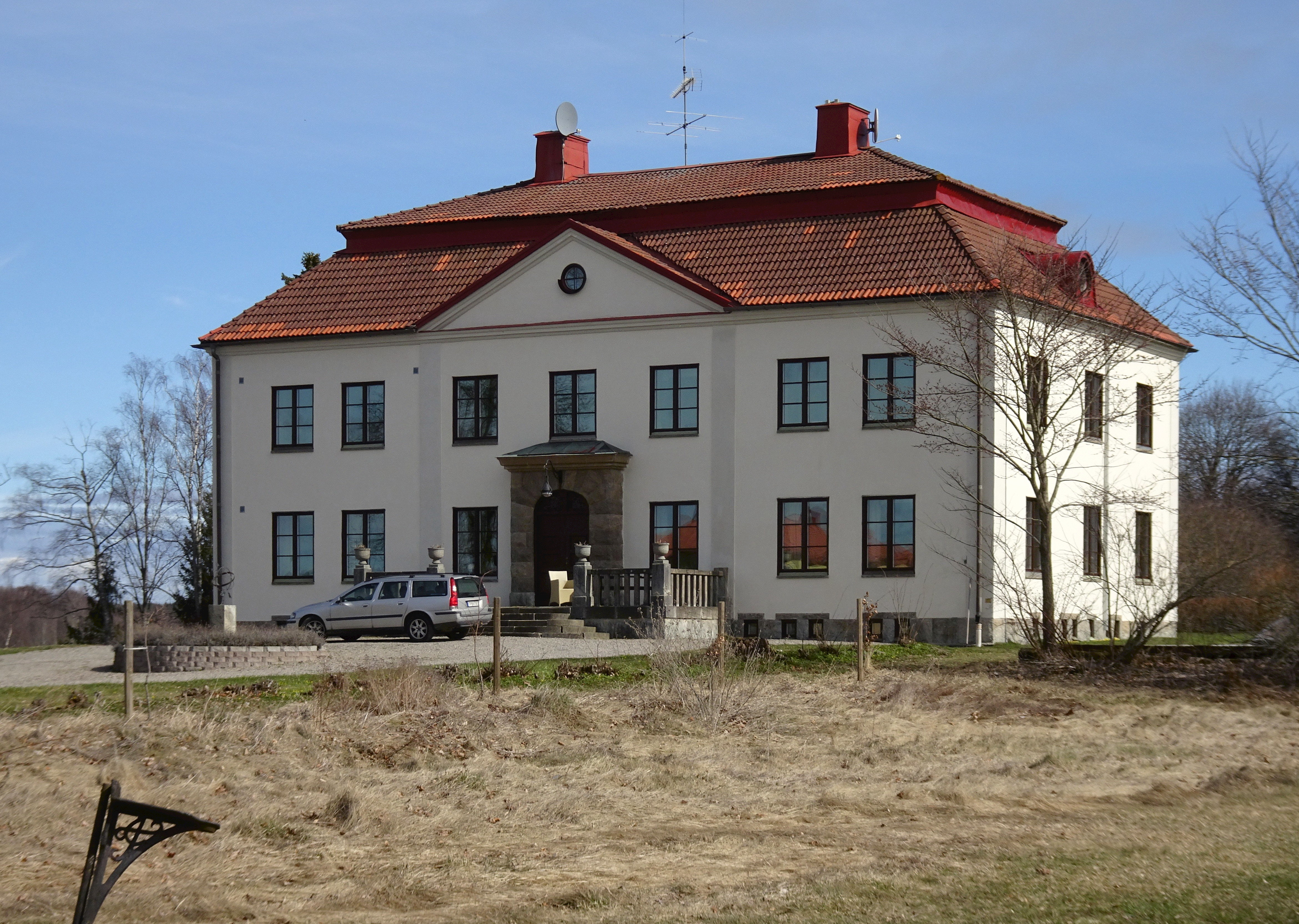
Edeby säteri.

## Landskapet

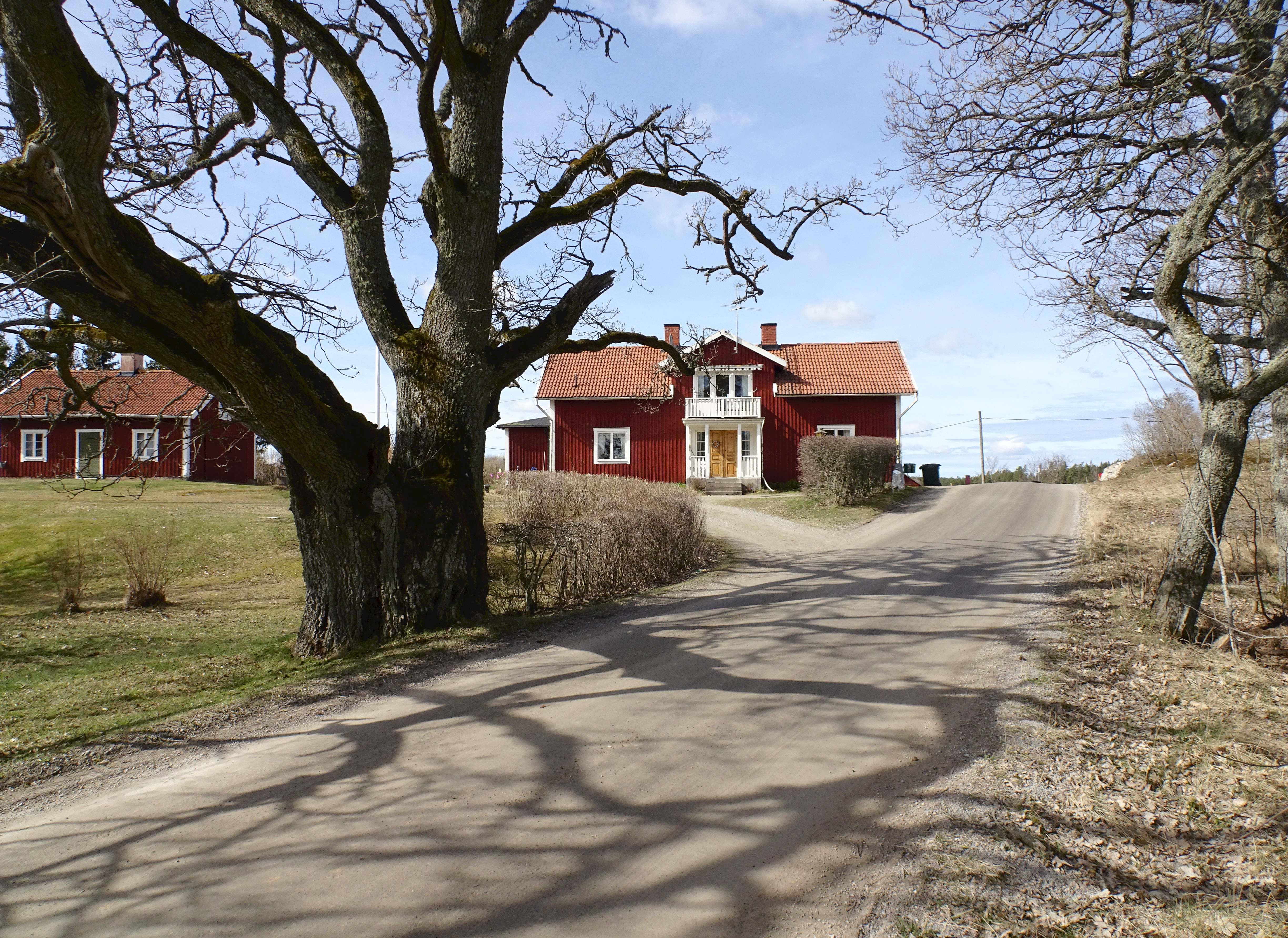
Hejsta by norr om Hölö.
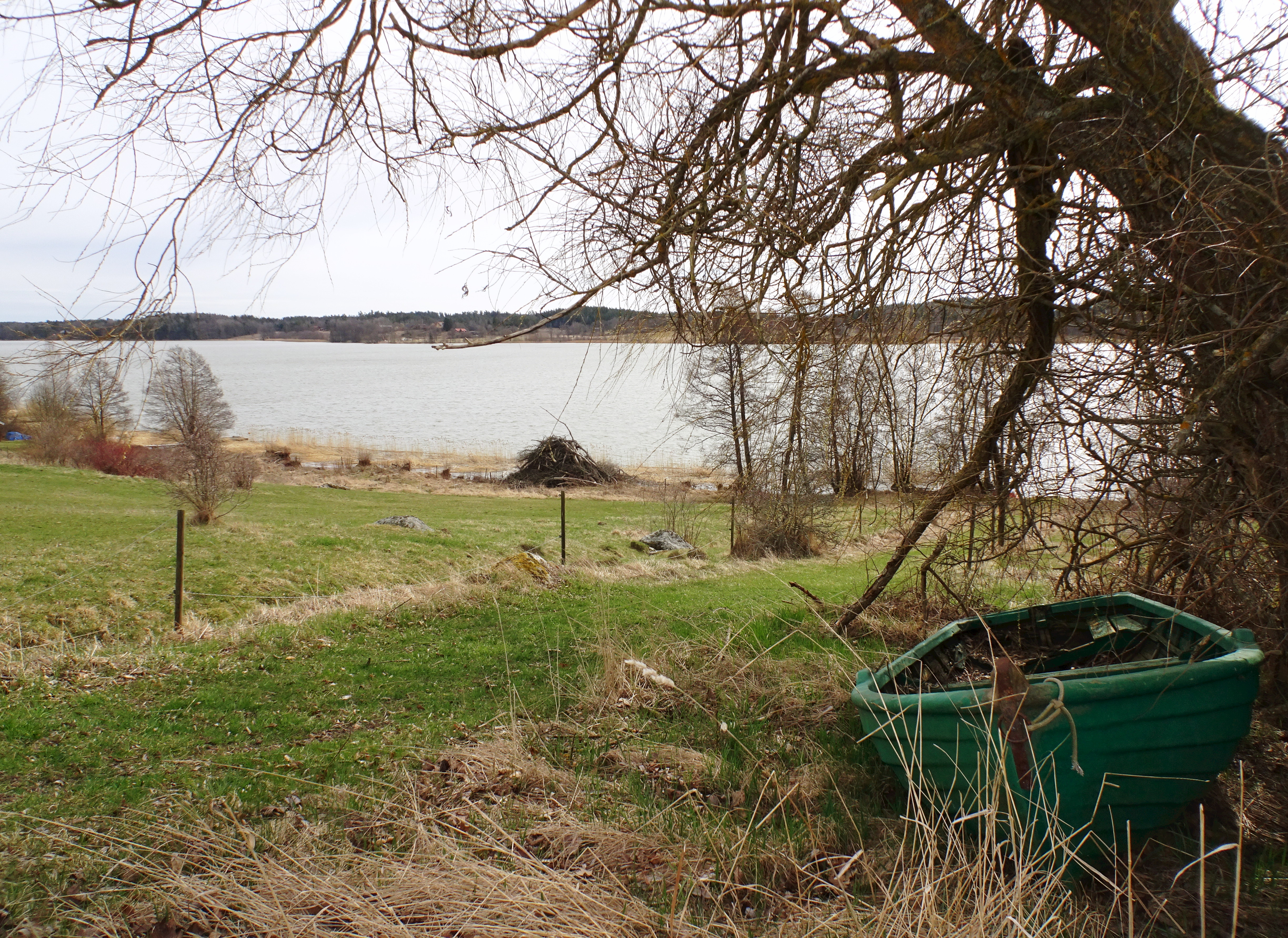
Kyrksjön, sedd från norr.
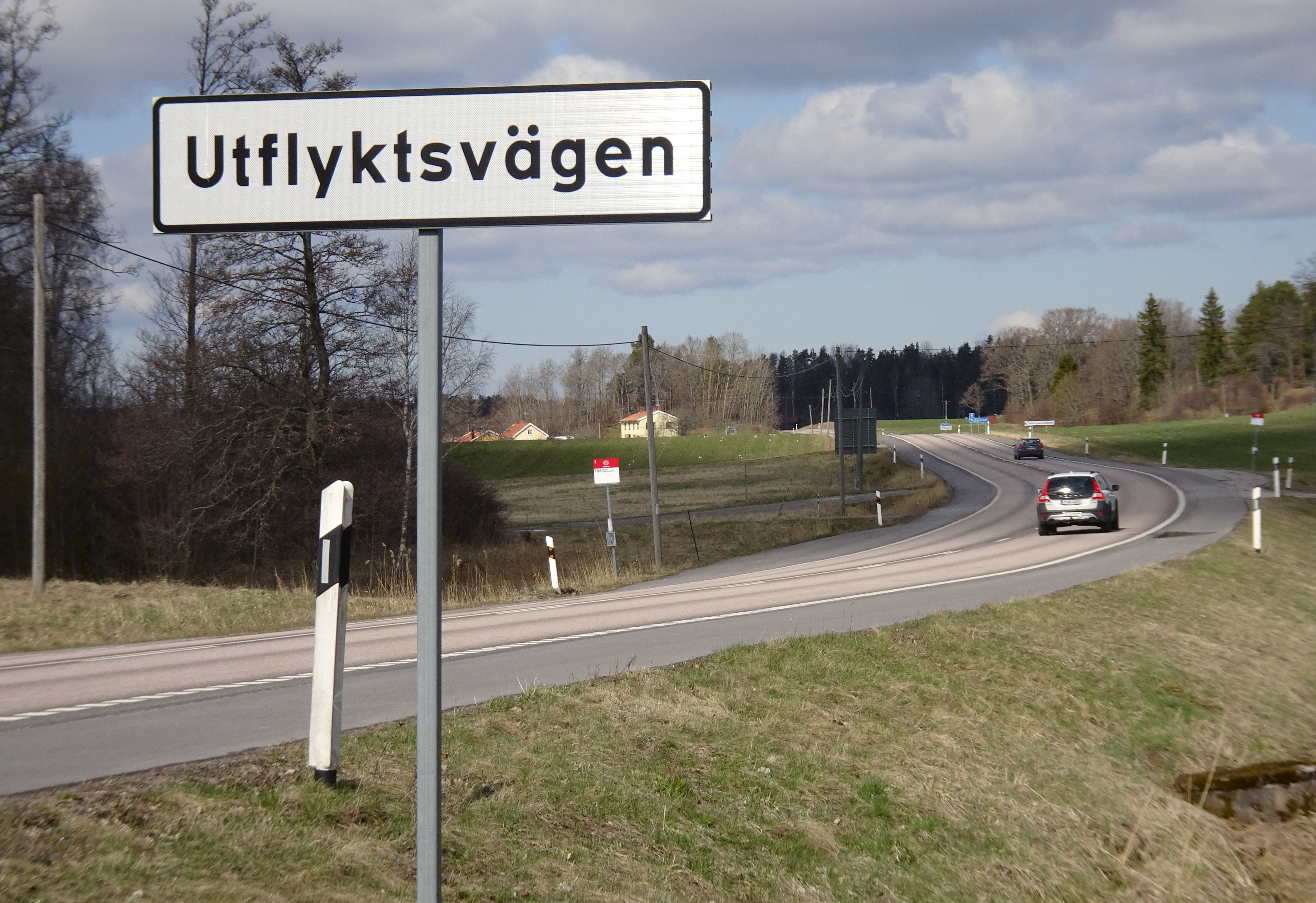
Utflyktsvägen går genom socknen.
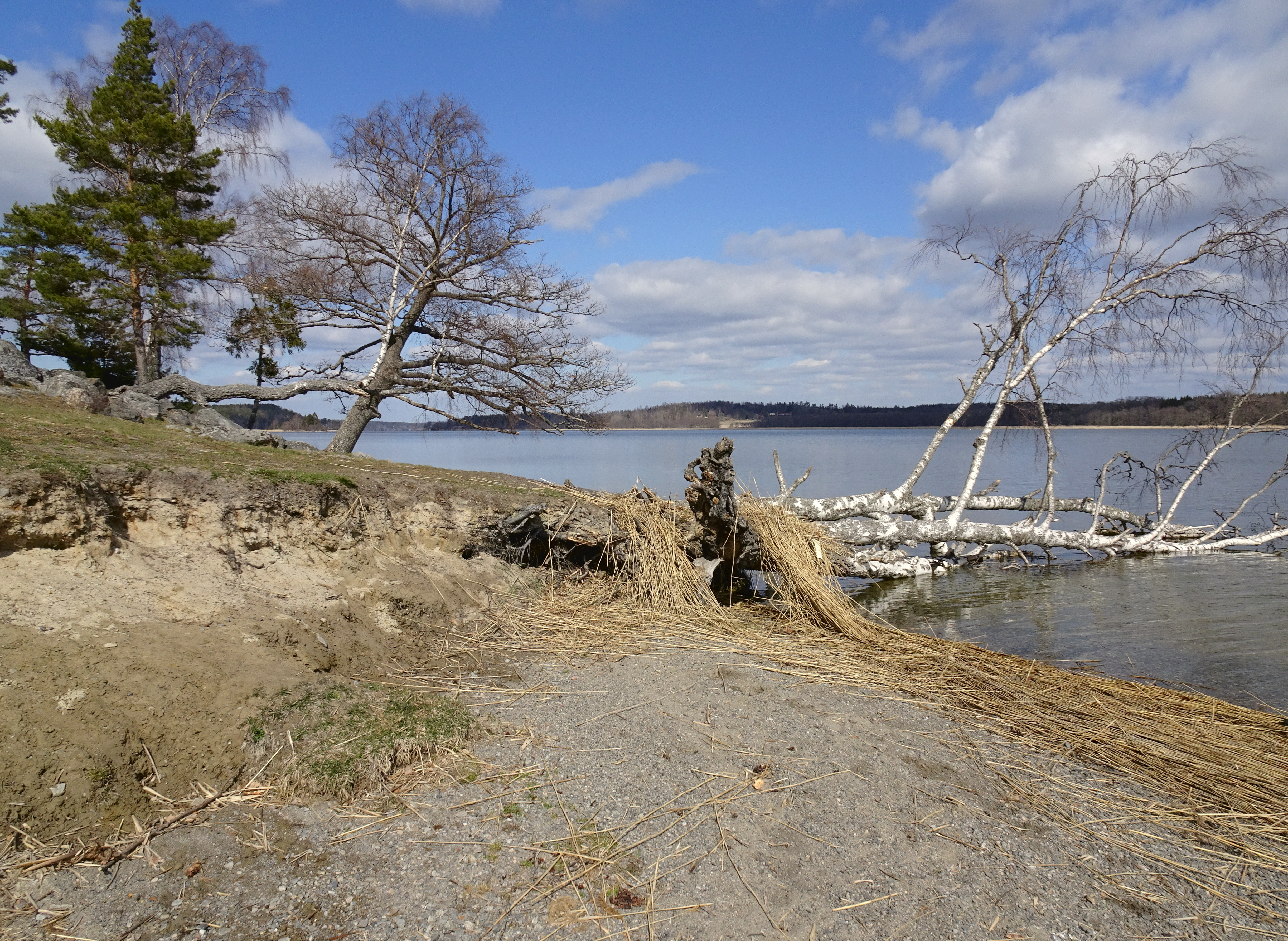
Yttereneby naturreservat och Stavbofjärden.
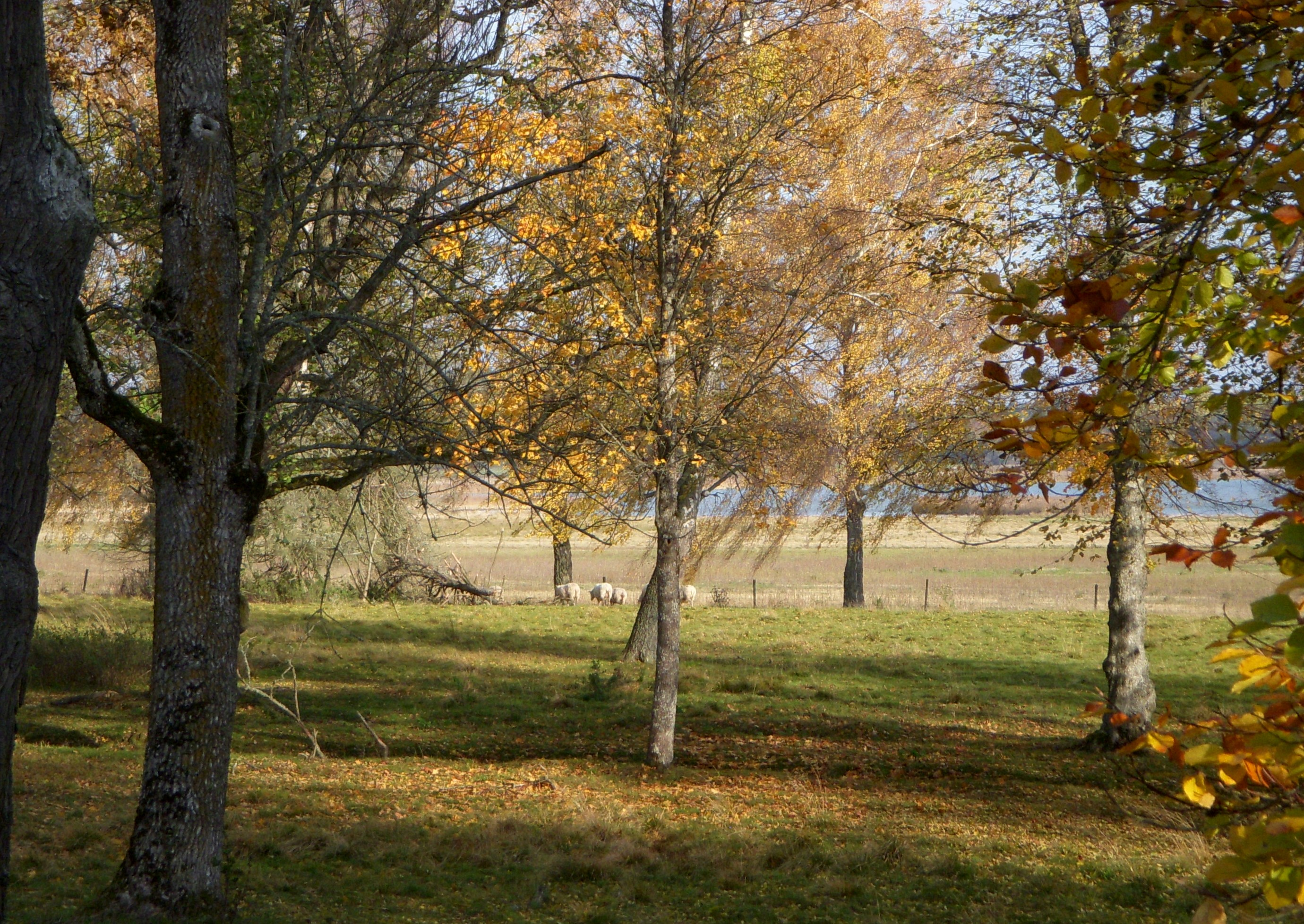
Tullgarns naturreservat.